# National Mall

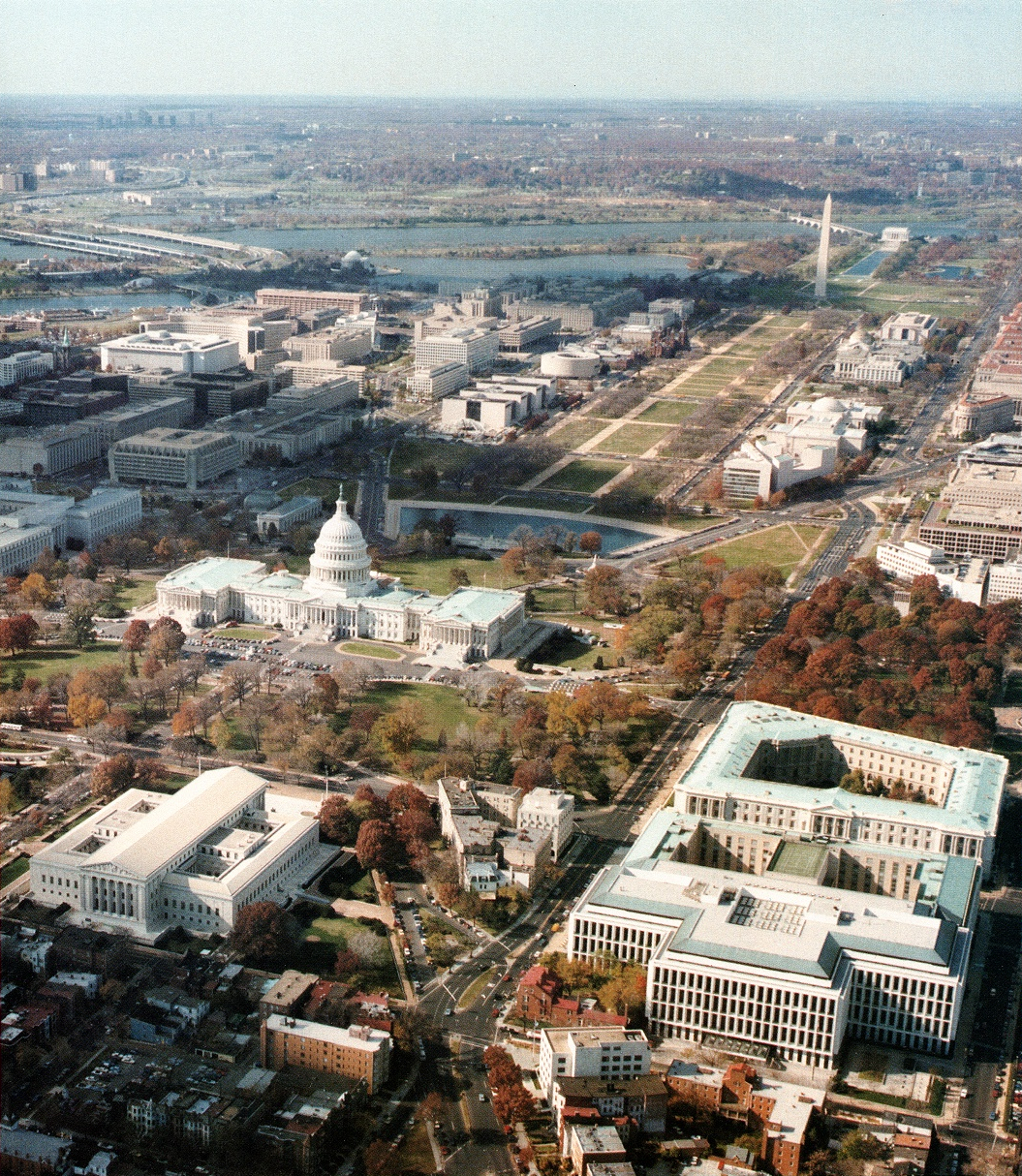
De National Mall vanuit de lucht

De National Mall (ook wel alleen The Mall) is het gebied tussen het Capitool en het Washington Monument in Washington met tuinen, fonteinen, bomen, bloemenperkjes en monumenten open voor publiek. Ook wordt over het algemeen het in het verlengde daarvan liggende stuk tussen het Washington Monument en het Lincoln Memorial tot de Mall gerekend, hoewel het officieel deel uitmaakt van de Constitution Gardens. De gebouwen die in de National Mall staan, zijn deel van het culturele en politieke centrum van de Verenigde Staten.
De planoloog Pierre L'Enfant is de originele ontwikkelaar van de National Mall. L'Enfant heeft ook al de plek voor het Witte Huis aangewezen. De National Park Service heeft het idee echter verder ontwikkeld en uiteindelijk uitgevoerd.

## Bezienswaardigheden
| The National Mall huisvest de volgende musea en monumenten: \| 1. Washington Monument N. National Museum of African American History and Culture (op afbeelding hierboven nog niet gebouwd) 2. National Museum of American History 3. National Museum of Natural History 4. National Gallery of Art, beeldentuin 5. Westelijk gebouw van de National Gallery of Art 6. Oostelijk gebouw van de National Gallery of Art 7. Capitool 8. Gedenkteken voor Ulysses S. Grant 9. United States Botanic Garden \| 10. National Museum of the American Indian (NB: op de afbeelding hierboven is het museum nog in aanbouw) 11. National Air and Space Museum 12. Hirshhorn Museum and Sculpture Garden 13. Arts and Industries Building 14. Smithsonian Institution Building ("The Castle") 15. Freer Gallery of Art 16. Arthur M. Sackler Gallery 17. National Museum of African Art \| | |

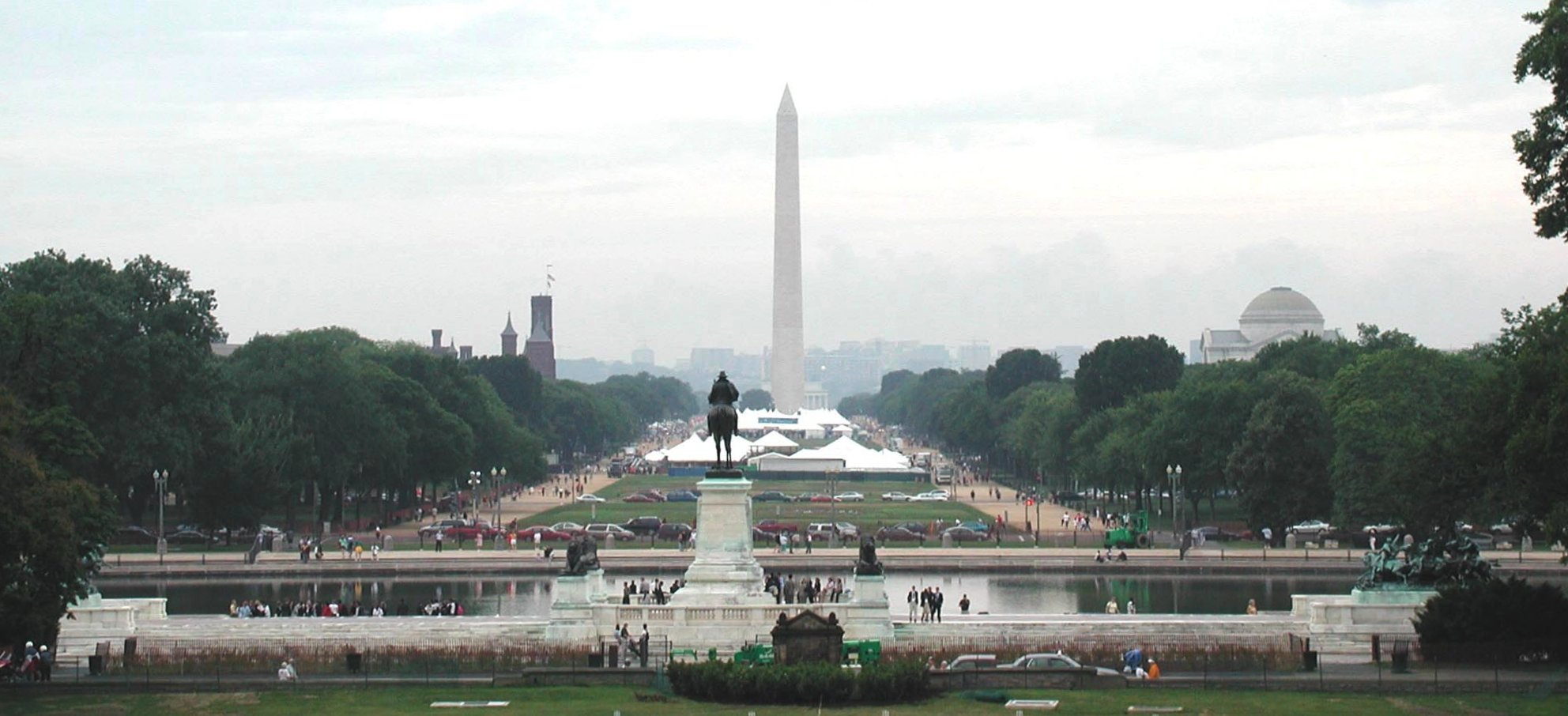
De National Mall gezien vanaf het Capitool

| 1. Washington Monument N. National Museum of African American History and Culture (op afbeelding hierboven nog niet gebouwd) 2. National Museum of American History 3. National Museum of Natural History 4. National Gallery of Art, beeldentuin 5. Westelijk gebouw van de National Gallery of Art 6. Oostelijk gebouw van de National Gallery of Art 7. Capitool 8. Gedenkteken voor Ulysses S. Grant 9. United States Botanic Garden | 10. National Museum of the American Indian (NB: op de afbeelding hierboven is het museum nog in aanbouw) 11. National Air and Space Museum 12. Hirshhorn Museum and Sculpture Garden 13. Arts and Industries Building 14. Smithsonian Institution Building ("The Castle") 15. Freer Gallery of Art 16. Arthur M. Sackler Gallery 17. National Museum of African Art |

## Andere monumenten en gebouwen
Andere monumenten vlak bij de Washington Mall zijn de Library of Congress en Amerikaans Hooggerechtshof aan de oostzijde achter het Capitool; het Witte Huis, de National Archives, de Old Post Office, het National Theater en Ford's Theatre aan de noordzijde; het National Postal Museum en het Union Station aan de noordoostzijde; de Jefferson Memorial, het Franklin Delano Roosevelt Memorial, George Mason Memorial, het United States Holocaust Memorial Museum en het Bureau of Engraving and Printing aan de zuidzijde, en het Lincoln Memorial aan de westzijde.
De National Mall is, in combinatie met andere bezienswaardigheden in het centrum van Washington, een van de populairste toeristische trekpleisters van heel de Verenigde Staten.
De National Mall is ook een aantrekkelijke plek voor openbare demonstraties. In 1963 was er een massale demonstratie voor de burgerrechten van Afro-Amerikanen waar Martin Luther King zijn befaamde woorden I Have a Dream sprak. De grootste protestbetoging ooit geregistreerd was de Vietnam War Moratorium Rally op 15 november 1969. Hoewel er daarna nog wel grotere demonstraties zijn geweest, heeft de parkpolitie die niet meer geregistreerd.

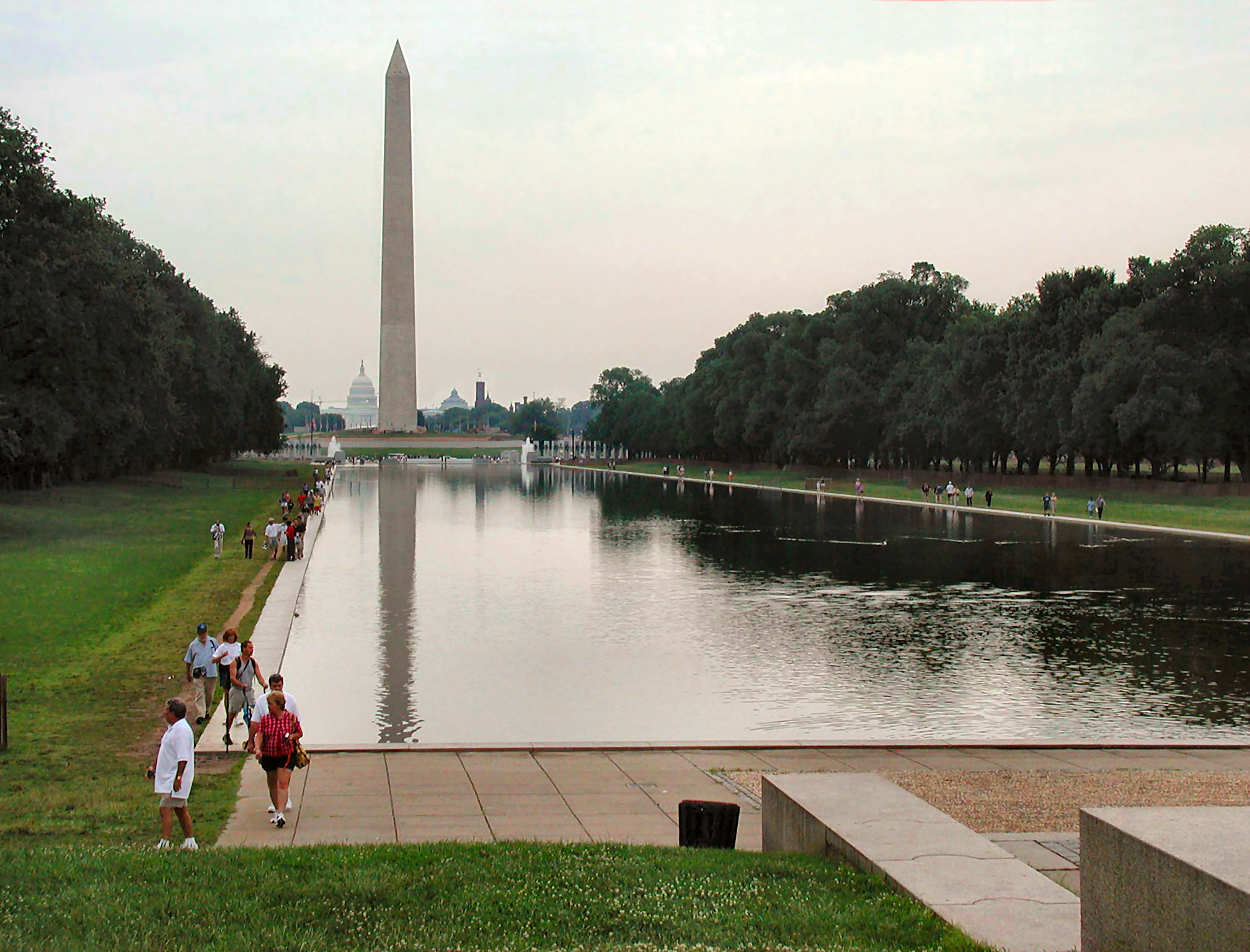
Het Washington Monument met vijver, gezien vanuit het Lincoln Memorial